# Ophisma violaceosuffusa
Ophisma violaceosuffusa là một loài bướm đêm trong họ Erebidae.